# Pukara-Kultur
Die Pukara-Kultur (spanisch Pucará statt Pukara) entwickelte sich im nordöstlichen Teil des Titicaca-Beckens zwischen 500 v. und 300 n. Chr. Mit der Pukara-Kultur begann die Entwicklung komplexer Gesellschaften im Altiplano. Die Pukara-Kultur gilt als Vorgänger-Kultur der Tiwanaku-Kultur.

## Pukara

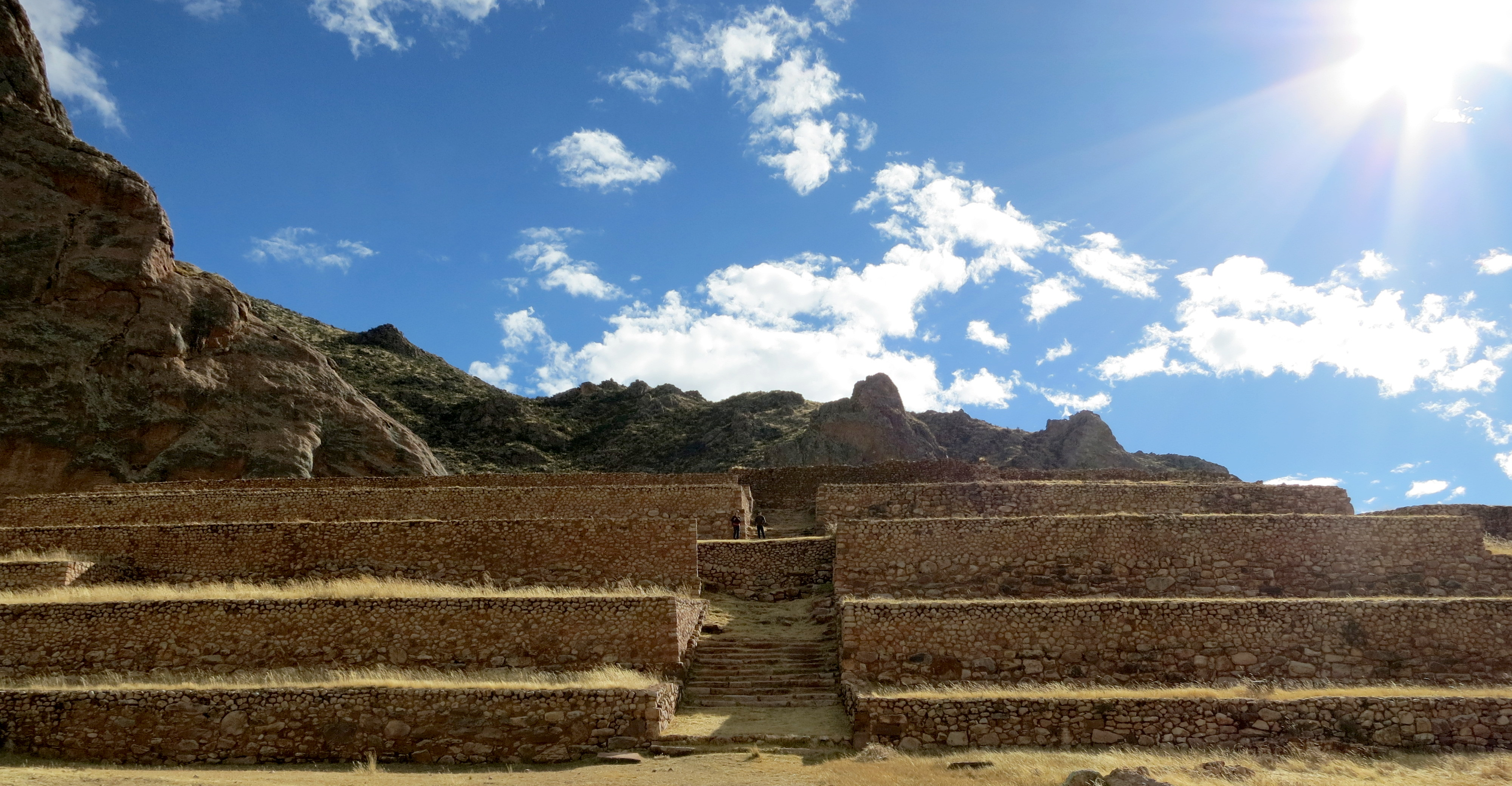
Terrassen in Pukara

Zentrum dieser Kultur war wahrscheinlich die gleichnamige archäologische Stätte Pukara.  Die Monumentalstruktur Qalasaya wird als politisch-zeremonielles Zentrum Pukaras angesehen.

## Galerie

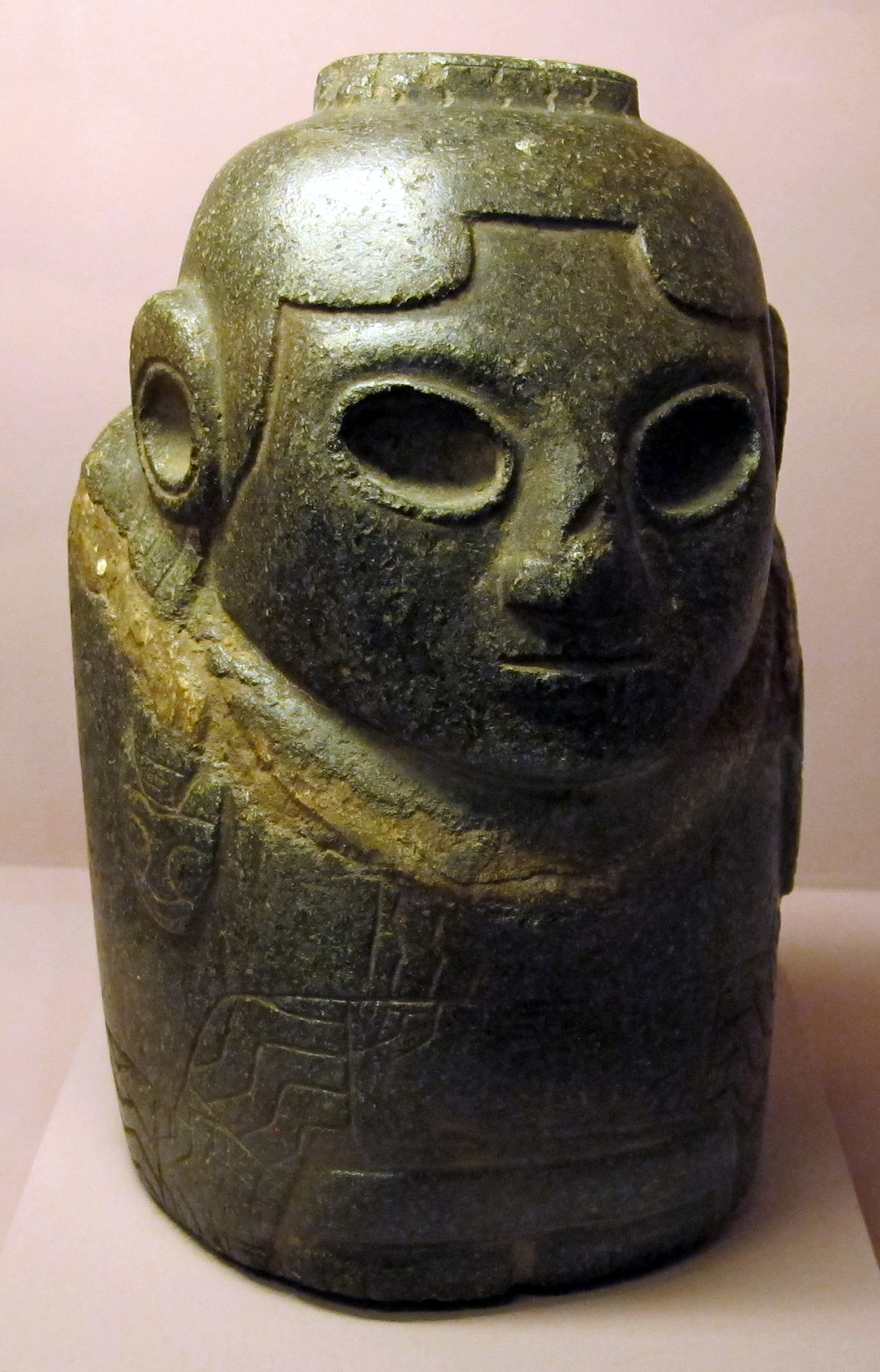
Pucará-Figurine
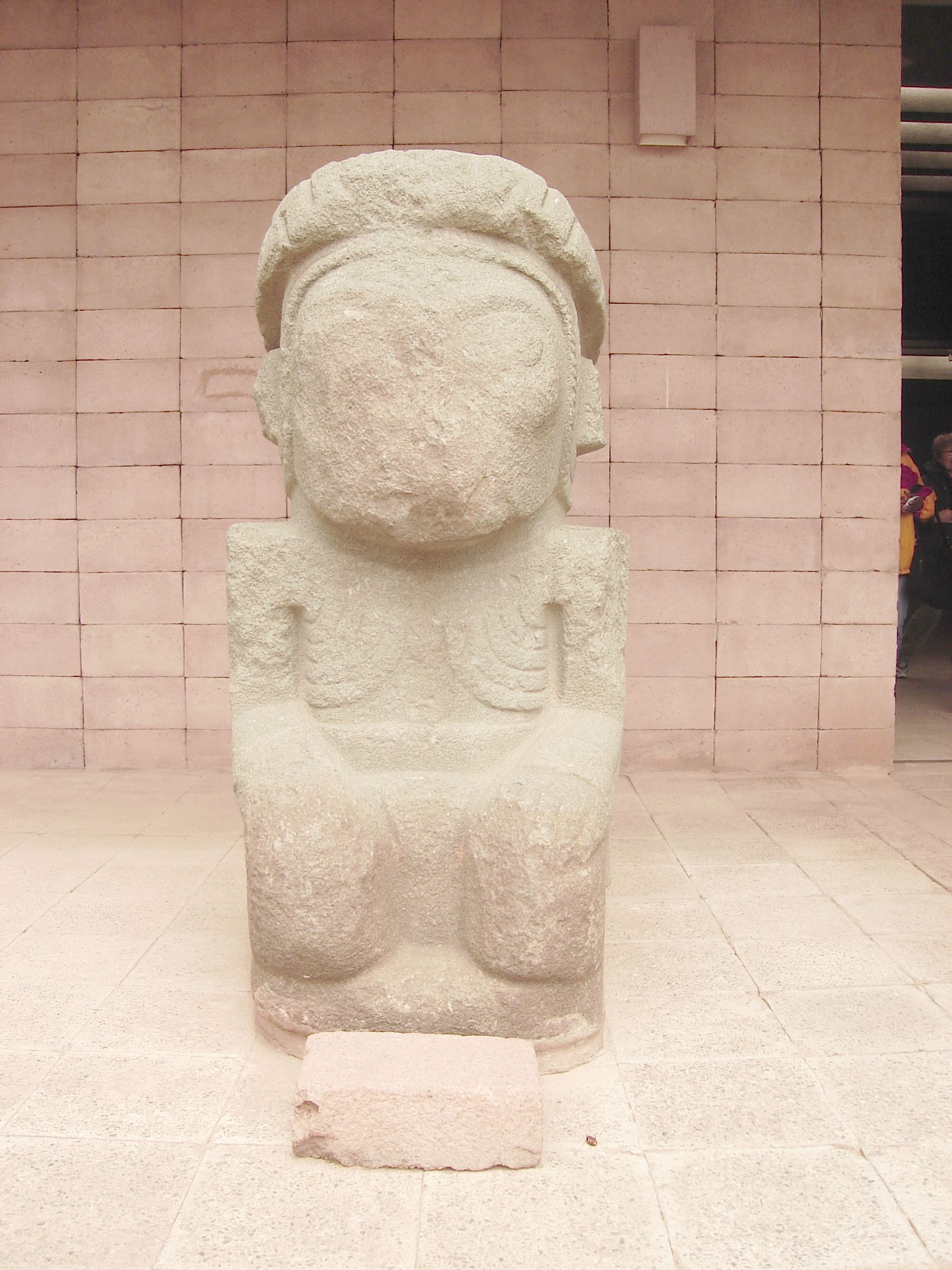
Pukara-Staue
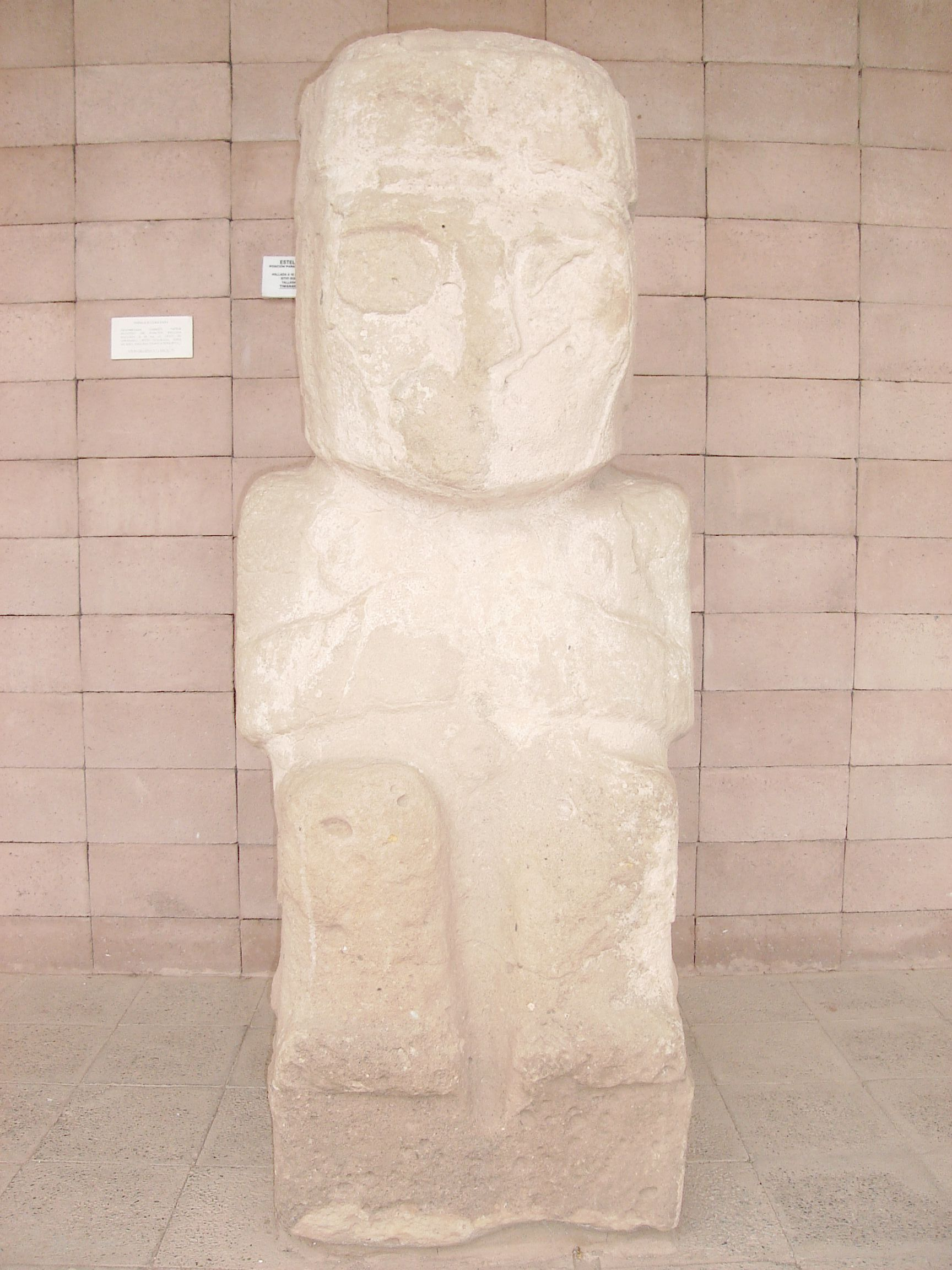
Pukara-Statue im Regionalmuseum von Tiwanaku
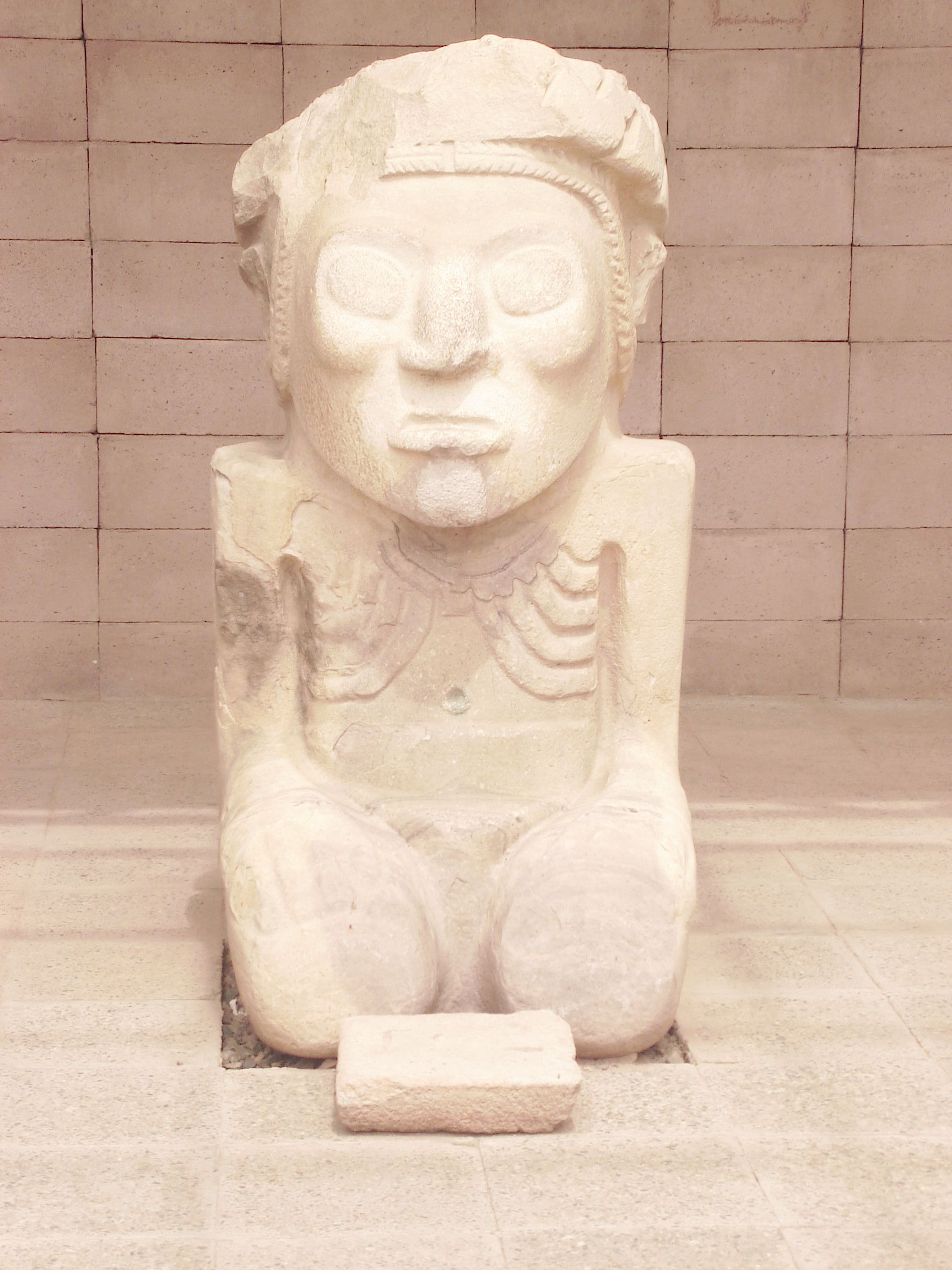
Pukara-Statue im Regionalmuseum von Tiwanaku, die aus Pokotia stammt
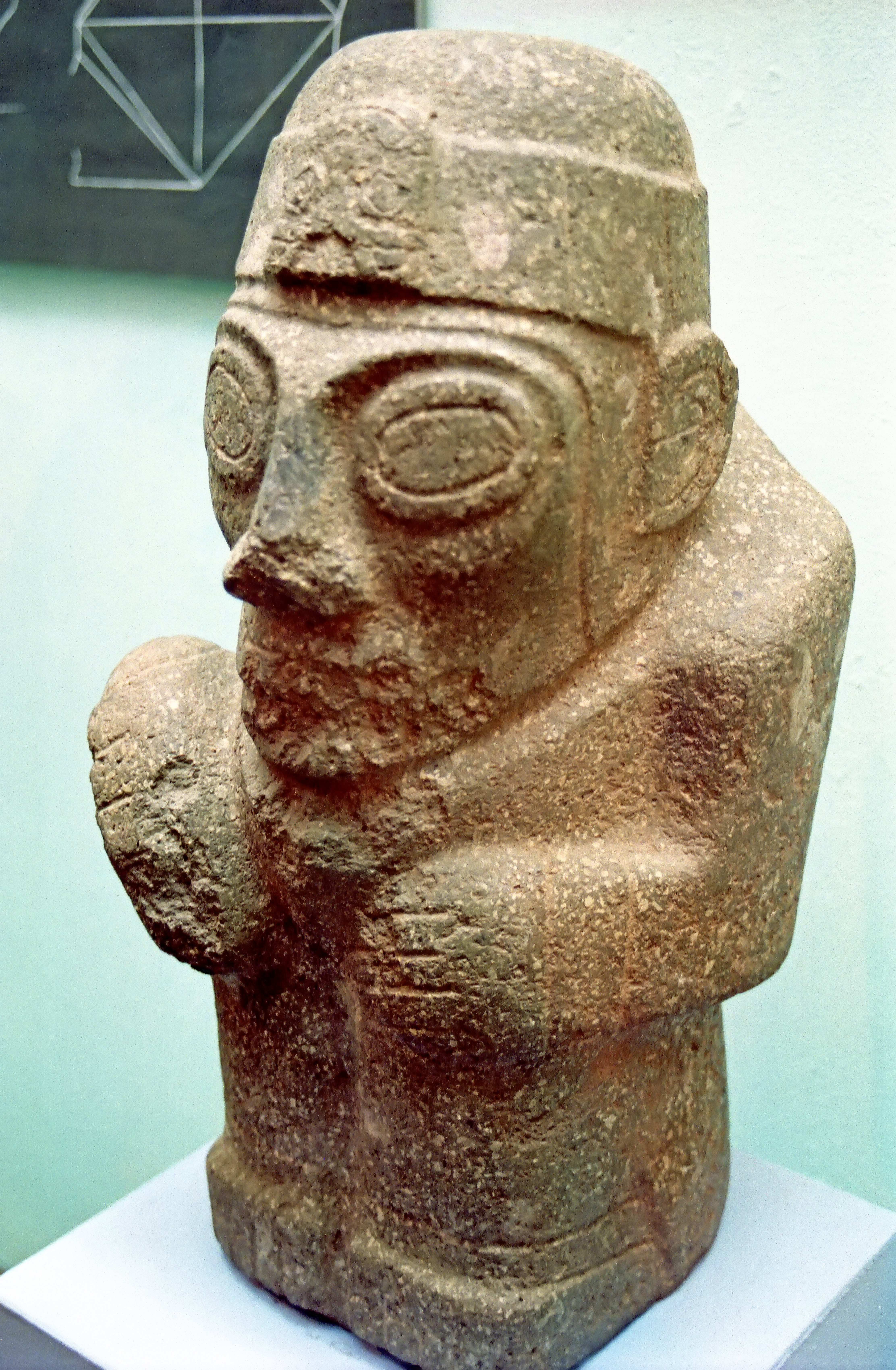
Pukara-Statue im Museo Nacional de Arqueología de Bolivia